# ويب إم
ويب إم (بالإنجليزية: WebM)‏ هي صيغة فيديو منسبة تحمل رخصة حرة وتوفر الفيديو بجودة عالية بشكل مضغوط لاستخدامه مع تقنية إتش تي إم إل 5. ويُطوّر المشروع من قبل شركة جوجل.
هذه التقنية مطروحة تحت رخصة بي إس دي (بالإنجليزية: BSD)‏ الحرة التي تمنح لجميع المستخدمين بشكل مجاني.

## دعم التقنية
تم دعم التقنية من متصفحات موزيلا فايرفوكس وَ أوبرا وَجوجل كروم وأيضاً اعلنت شركة مايكروسوفت عن دعمها لهذه التقنية في الإصدار الجديد من إنترنت إكسبلورر 9.

## وصلات خارجية
- الموقع الرسمي